# Erich Seelmann-Eggebert
Erich Lothar Seelmann, durch Namensänderung ab 14. Februar 1922 Seelmann-Eggebert (* 24. Juni 1874 in Heide; † 21. Mai 1937 in Berlin) war ein deutscher Jurist, Manager, Autor und Politiker (DNVP).

## Leben
Erich Seelmann war ein Sohn des Hauptamtskontrolleurs Guido Edmund Seelmann und dessen Ehefrau Bertha Clementine Marie, geb. Himmell. Nach dem Abitur am Gymnasium in Memel absolvierte er ein Studium der Rechts- und Staatswissenschaften an der Albertus-Universität Königsberg. Während seines Studiums wurde er 1893 Mitglied der Burschenschaft Teutonia Königsberg. 1917 wurde er bei Carl Johannes Fuchs an der Eberhard Karls Universität Tübingen mit einem Beitrag zum Genossenschaftswesen zum Dr. rer. pol. promoviert. Er war von 1905 bis 1906 als Richter am Landgericht Paderborn tätig, kehrte im Anschluss nach Königsberg zurück und arbeitete dort von 1906 bis 1920 als Rechtsanwalt. Danach wirkte er als Richter am Landgericht Königsberg. 1926 erhielt er auch die Zulassung als Notar.
Seelmann war von 1910 bis 1920 Verbandsdirektor der ostpreußischen Raiffeisengenossenschaft und Direktor der Königsberger Filiale der Landwirtschaftlichen Zentraldarlehenskasse für Deutschland. Zusammen mit Eduard Jungblut, Wilhelm Kammann und Magnus von Braun gründete er 1922 die R+V Versicherung. Im Anschluss daran war er als Verbands- und Bankdirektor in Berlin tätig. An der Handelshochschule Berlin hielt er zudem Vorlesungen über das Genossenschaftswesen und das Genossenschaftsrecht.
Seelmann war Mitbegründer der Deutschnationalen Volkspartei (DNVP) und von 1918 bis 1920 Vorsitzender des DNVP-Landesverbandes Preußen. Von 1919 bis 1921 gehörte er der Verfassunggebenden Preußischen Landesversammlung an. Im Februar 1921 wurde er als Abgeordneter in den Preußischen Landtag gewählt, dem er ohne Unterbrechung bis 1928 angehörte. Im Parlament vertrat er den Wahlkreis 1 (Ostpreußen).
Er kam 1937 bei einem Autounfall ums Leben.

## Werke
- Die Systeme im modernen Genossenschaftswesen, ihre geschichtliche Entwicklung und ihr gegenwärtiger Stand. (Dissertation) 1917.
- Die ostpreußische Raiffeisengenossenschaft in den Krisenjahren. 1918.
- Die Systeme im neuzeitlichen deutschen Genossenschaftswesen, ihre Entstehung und ihr gegenwärtiger Stand. 2., umgearbeitete Auflage, 1927.
- Friedrich Wilhelm Raiffeisen. Sein Lebensgang und sein genossenschaftliches Werk. 1928.